# David Rothkopf

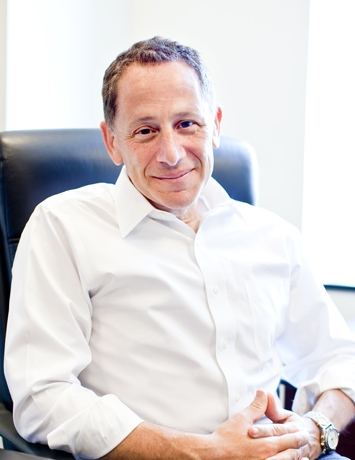
David Rothkopf (2012)

David J. Rothkopf (* 24. Dezember 1955) war unter Präsident Clinton stellvertretender Staatssekretär im Handelsministerium der Vereinigten Staaten.
Rothkopf schloss 1977 das Columbia College ab und besuchte die Columbia University Graduate School of Journalism.
Rothkopf ist Mitglied der Carnegie-Stiftung, einem Think-Tank für internationale Politik, und ist heute als Insider-Autor für seine Beiträge über die Innenansicht politischer und wirtschaftlicher Eliten bekannt.
Er war bei den Think-Tanks Kissinger Associates und Council on Foreign Relations tätig.
Die Zentrale These in seinen Büchern Die Super-Klasse und Power, Inc lautet, dass sich eine globale Machtelite von wenigen tausend Menschen herausgebildet hat, die sich der demokratischen Kontrolle entzieht. Allerdings geschah dies nicht bewusst oder geplant, sondern weil die modernen Kommunikationsstrukturen und Vernetzungen das Kurzschließen zwischen Spitzenleuten aus allen Bereichen so einfach macht.

## Werke
- National Insecurity: American Leadership in an Age of Fear. Public Affairs, New York 2016, ISBN 978-1-61039-633-2.
- Running the World; The Inside Story of the National Security Council and the Architects of American Power. Public Affairs, New York 2006, ISBN 978-1-58648-423-1.
- Die Super-Klasse. Die Welt der internationalen Machtelite. Goldmann, München 2009, ISBN 978-3-442-15588-0 (im Original: Superclass: The Global Power Elite and the World They Are Making. Übersetzt von Richard Barth).
- Power, Inc.: The Epic Rivalry Between Big Business and Government--And the Reckoning That Lies Ahead. Farrar Straus & Giroux, 28. Februar 2012, ISBN 978-0-374-15128-7[2]